# Hiroki Jamada
Hiroki Jamada (* 27. prosinec 1988) je japonský fotbalista.

## Klubová kariéra
Hrával za Júbilo Iwata, Karlsruhe.

## Reprezentační kariéra
Hiroki Jamada odehrál za japonský národní tým v roce 2013 celkem 2 reprezentační utkání.

## Statistiky
| Japonsko | Japonsko | Japonsko |
| Roky     | Záp.     | Góly     |
| -------- | -------- | -------- |
| 2013     | 2        | 0        |
| Celkem   | 2        | 0        |